# Automeris heppneri
Automeris heppneri é uma espécie de mariposa do gênero Automeris, da família Saturniidae.
Sua ocorrência foi registrada por Claude Lemaire em 1982 no Peru, Madre de Dios, reserva do rio Tambopata, 30 km a sudoeste de Puerto Maldonado, numa altitude de 290 m.